# Вяземский (город)
Вя́земский — город в России (с 1951), административный центр Вяземского района Хабаровского края. Образует городское поселение «Город Вяземский» как единственный населённый пункт в его составе.
Назван в честь инженера Ореста Полиеновича Вяземского, начальника строительства Уссурийской железной дороги.
Население — 12 739 чел. (2024).
Город расположен на Транссибирской железнодорожной магистрали и автодороге М60 «Уссури», в 130 км от Хабаровска, неподалёку от границы с Китаем.

## История

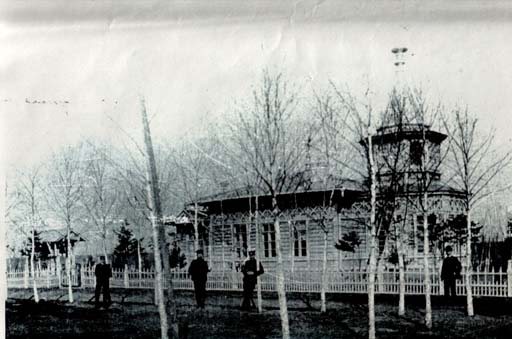
Дореволюционная деревянная церковь Николая Чудотворца. Фотография 1901 года

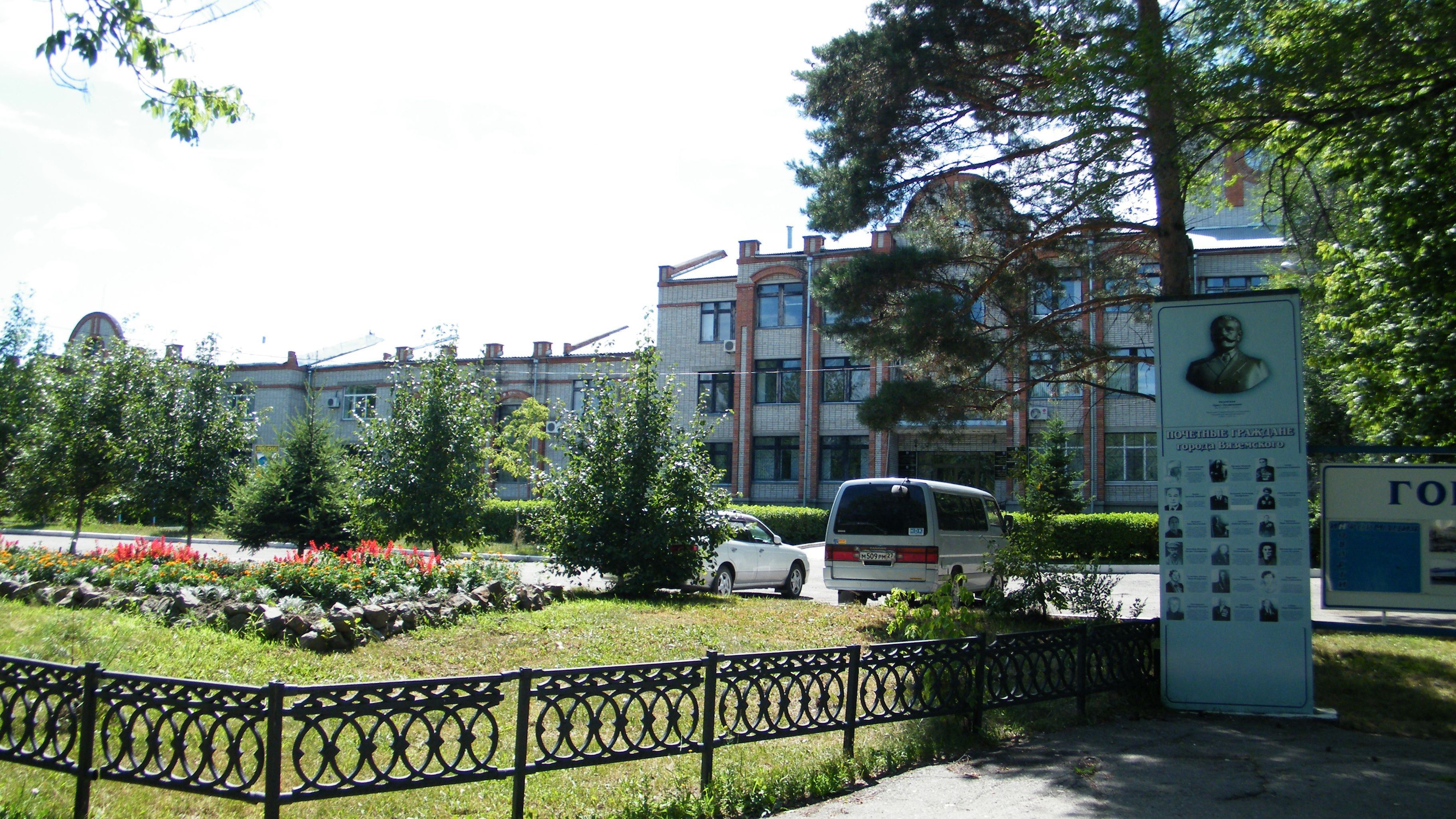
Город, здание администрации

Центральная районная больница

Памятник Оресту Полиеновичу Вяземскому на станции Вяземская

Одно из первых крестьянских сёл в районе — Вяземское — было основано в 1895 году. Именно тогда сюда прибыли и осели 17 домохозяйств, среди них 15 крестьян — переселенцев и ссыльнопоселенцев, два казака. Своим трудом они расчистили и осушили занятую местность, сделав её годной не только для поселения, но и для хлебопашества. Дальнейшее развитие населённый пункт получил в связи со строительством второй очереди Уссурийской железной дороги.
Проектное название населённого пункта на 1894 год было — «Медвежий» — по медвежьим местам, среди которых он расположился. В 1894 году на станции был построен первый деревянный вокзал, и одновременно с этим по приказу генерал-губернатора Н. И. Гродекова станция стала носить имя начальника строительства Уссурийской железной дороги Ореста Вяземского. Рядом со станцией возникли три небольших посёлка — железнодорожный, крестьянский и казачий. Посёлки находились тогда в глухой уссурийской тайге, на самой границе с Маньчжурией. Казакам приходилось отстреливаться от периодических нападений китайских бандитов хунхузов. Не меньше бед причиняли и стычки с многочисленными тогда здесь тиграми, которые нападали на домашних животных и людей, особенно зимой.
После постройки железной дороги (1897) станция Вяземская считалась самой крупной на Северо-Уссурийском участке, а на самом деле её железнодорожный узел включал участковую станцию, паровозное депо и малые мастерские. Здесь были расположены также казармы железнодорожной охраны и приёмный покой.
В 1899 году, спустя четыре года после фактического основания селения Вяземского, войсковая администрация Уссурийского казачьего войска подняла вопрос об образовании здесь казачьего посёлка, сразу же переселив сюда три казачьих семьи, и возбудило ходатайство об официальном образовании здесь казачьего поселения Гленовский, по имени атамана. С увеличением казачьего населения последнее стало запрещать крестьянам пользоваться пахотными и сенокосными угодьями, отбирать у них разработанные пашни.
Данные притеснения казаков вызвали со стороны крестьян ряд ходатайств перед местным начальством об отводе им земельного надела. Со своей стороны, войсковая администрация поспешила в 1900 году поселить в посёлок Вяземский ещё несколько казачьих семей из старожилов. Таким образом, вопрос об участи посёлка Вяземского был разрешён местным начальством в пользу казаков, с переименованием в станицу Гленовскую. При этом крестьянам-переселенцам было предоставлено на выбор либо оставаться в посёлке в качестве постороннего населения, иначе говоря — на положении арендаторов, либо перебраться на образованный в 5 верстах от станции Вяземской переселенческий участок Отрадный. Так произошло разделение поселения на крестьянский (Вяземский) и казачий (Гленовский) посёлки.
В первые годы постоянное население обоих посёлков росло медленно. Так, в конце 1900 года здесь проживало всего 36 домохозяев, из них 17 крестьян, восемь казаков, пять ссыльнопоселенцев. В 1907 году казаками был основан посёлок Чупровский, который располагался севернее Вяземского. К 1912 году прибывшие переселенцы построили в Вяземской 53 дома. Через 20 лет после основания население Вяземской состояло из 885 человек, а население Вяземской волости до революции 1917 года составляло в общей сложности 8179 человек.
В 1924 году после упразднения казачьего войска сёла Гленовское и Вяземское были объединены в одно, получившее название Вяземское. В 1924 году был создан Вяземский леспромхоз, в 1928 году проложена первая сезонная тракторная дорога. В восточной части Вяземского района появились поселки лесозаготовителей Третья Седьмая, Спартак, Шумный, Медвежий, Тигровый, Пихта и другие.
От станции Вяземская в глубь тайги прошла узкоколейная железная дорога. Вывозка леса возросла с 50 тысяч кубометров в 1928 году до 460 тысяч кубометров в 1936 году. После пуска Дормидонтовского лесозавода (1931) Вяземский район стал также важным центром лесопиления. Освоение лесных ресурсов района благоприятно сказалось на развитии самого Вяземского. Здесь обосновалось управление леспромхоза, были построены крупный кирпичный завод, электротехнические мастерские связи и типовая электростанция, открыта многоотраслевая артель и другие предприятия. Количество рабочих увеличилось со 160 человек в 1917 году до 2272 человека в 1935 году. В 1938 году Вяземский получил права посёлка городского типа. По переписи 1939 года число его жителей достигло 12 тысяч человек.
В январе 1950 года был открыт Вяземский лесной техникум. В конце 1960-х и в течение 1970-х годов центральный микрорайон города застроился многоэтажными жилыми зданиями. В 1970-е годы построена площадь 30-летия Победы, где в настоящее время проводятся городские и районные мероприятия. В 1970—1980-е годы появились новые улицы.

## Климат
Климат умеренный муссонный.
- Среднегодовая температура воздуха — 2,9 °C
- Относительная влажность воздуха — 71,7 %
- Средняя скорость ветра — 2,9 м/с

| Показатель              | Янв.  | Фев.  | Март | Апр. | Май  | Июнь | Июль | Авг. | Сен. | Окт. | Нояб. | Дек.  | Год |
| ----------------------- | ----- | ----- | ---- | ---- | ---- | ---- | ---- | ---- | ---- | ---- | ----- | ----- | --- |
| Средняя температура, °C | −19,3 | −14,8 | −5,8 | 5,4  | 12,8 | 18,2 | 21,5 | 20,3 | 13,7 | 5,3  | −6,6  | −16,5 | 2,9 |
| Норма осадков, мм       | 14    | 11    | 22   | 41   | 62   | 85   | 144  | 149  | 81   | 53   | 28    | 17    | 707 |
| Источник: .             |       |       |      |      |      |      |      |      |      |      |       |       |     |

## Население
| 1915    | 1917    | 1926    | 1933    | 1939    | 1959    | 1967    | 1970    | 1979    |
| ------- | ------- | ------- | ------- | ------- | ------- | ------- | ------- | ------- |
| 838     | ↗885    | ↗3039   | ↗8300   | ↗11 902 | ↗17 957 | ↗19 000 | ↘18 365 | ↗18 919 |
| 1989    | 1992    | 1996    | 1998    | 2000    | 2001    | 2002    | 2003    | 2005    |
| ↘18 426 | ↘18 200 | ↘17 800 | →17 800 | ↘17 500 | ↘17 300 | ↘15 760 | ↗15 800 | ↘15 700 |
| 2006    | 2007    | 2008    | 2009    | 2010    | 2011    | 2012    | 2013    | 2014    |
| ↘15 600 | ↘15 500 | ↘15 400 | ↗15 405 | ↘14 555 | ↘14 543 | ↘14 230 | ↘14 166 | ↘13 881 |
| 2015    | 2016    | 2017    | 2018    | 2019    | 2020    | 2021    | 2023    | 2024    |
| ↘13 575 | ↘13 323 | ↘13 187 | ↘12 974 | ↘12 889 | ↗12 999 | ↘12 775 | ↗12 791 | ↘12 739 |

На 1 января 2024 года по численности населения город находился на неизвестном (невозможно определить город)-м месте из 1119 городов Российской Федерации.

## Экономика
- Лесная и деревообрабатывающая промышленность
- Пищевая и перерабатывающая промышленность
- Горнодобывающая промышленность
- Промышленность строительных материалов[39]

## Транспорт

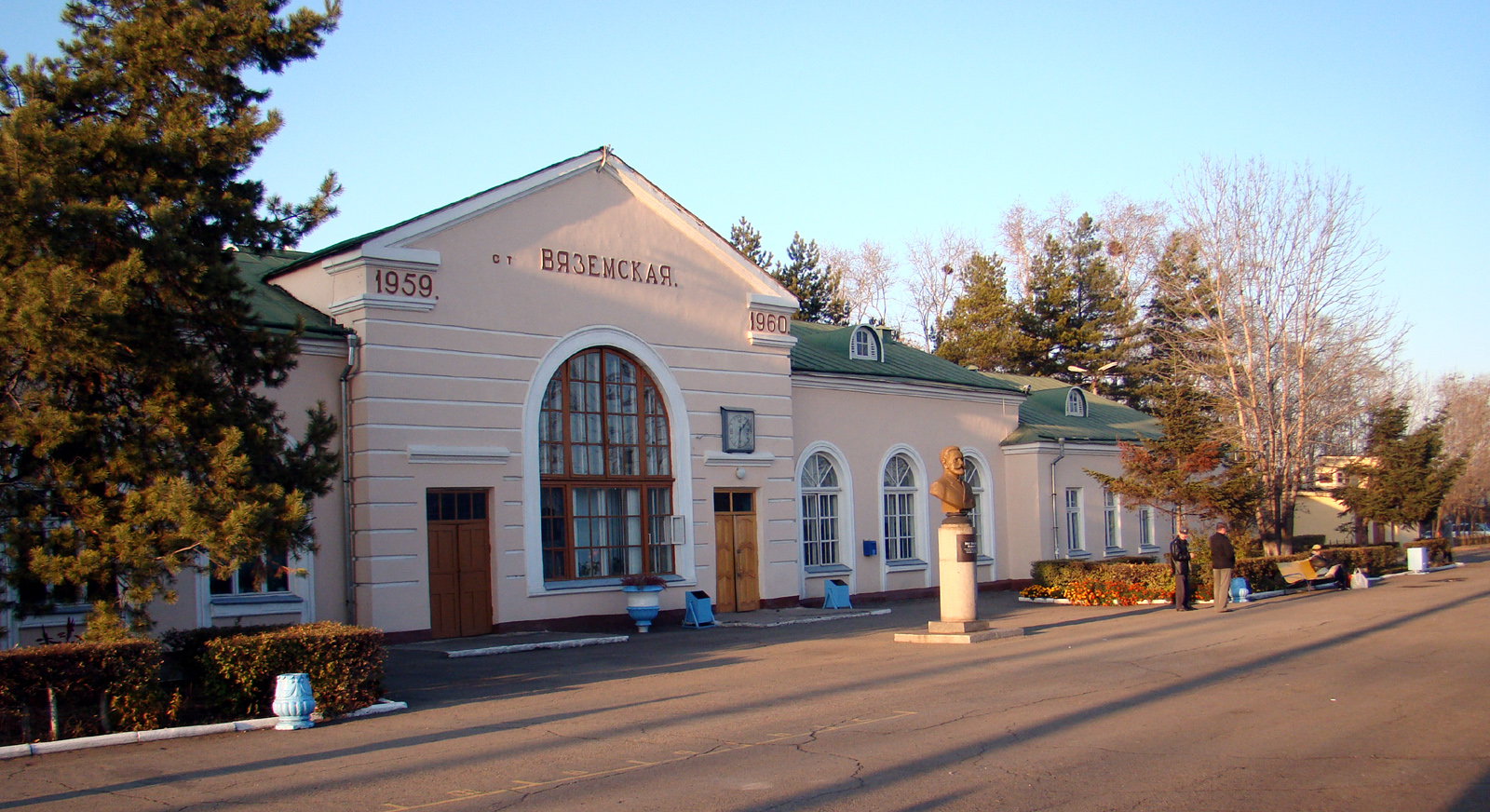
Железнодорожный вокзал станции Вяземская

На станции Вяземская останавливаются все пассажирские поезда, ходят электропоезда до Хабаровска.
Через Вяземский проходит федеральная автотрасса «Уссури». Автобусные междугородние, внутрирайонные и городские перевозки.
В Вяземском начиналась лесовозная Вяземская узкоколейная железная дорога, разобрана в первой половине 1990-х годов.

## Люди, связанные с городом
- Николай Васильевич Усенко — заслуженный лесовод РСФСР, действительный член Географического общества РСФСР, почетный член Всероссийского общества охраны природы, краевед, первый почётный гражданин города Вяземский, его имя также носит Вяземский краеведческий музей.
- В Вяземском жил директор первого дальневосточного совхоза «Красицкий» Михаил Тимофеевич Вольмер-Костенко, бывший первый секретарь ГК ВКП(б) г. Сочи, который помог Николаю Островскому получить квартиру. М. Т. Вольмер-Костенко был награждён орденом Ленина. Его сын Юрий Вольмер был министром морского флота СССР.